# Trattoria

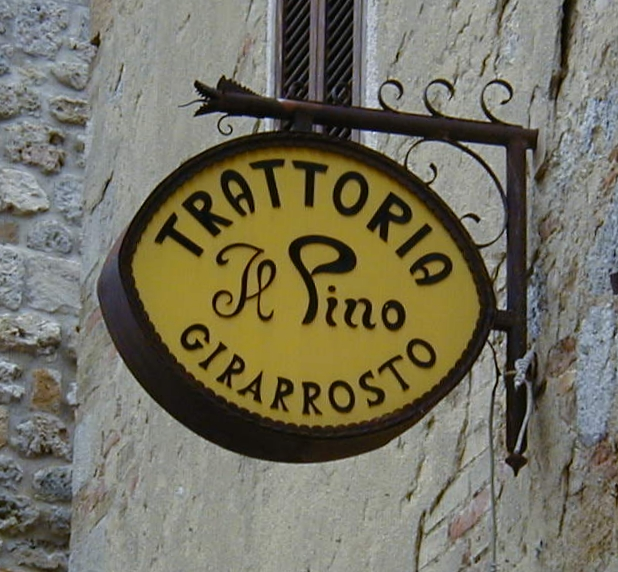
Indicativo de una trattoria en la Toscana.

La trattoria (IPA [trattoˈria]) es un local o tipo de restaurante en Italia. En las trattorias no se sirve comida bajo un menú, se paga por cubierto (coperto), el ambiente es informal y relajado y los precios de las comidas son bajos. Son los restaurantes más visitados en las pausas de mediodía, o durante el almuerzo. Se procura tener una clientela fija y estable. 
El nombre proviene de trattore/trattrice que en italiano significó en su día "posadero/a", "mesonero/a", o sea, aquella persona que hospeda y alimenta por un precio. Puede encontrarse un cierto equivalente en el español antiguo con la voz "venta", que definía aquella casa establecida en los caminos o despoblados para hospedaje de los viajeros.

## Trattoria en el mundo
Mientras en la propia Italia empezaban a decaer y ser sustituidas por restaurantes, freidurías, pubs y bares, las trattorias se pueden encontrar también desde finales del siglo XX en muchas ciudades del mundo y puede decirse que son una especie de embajadores de la cocina italiana a lo largo del mundo. Aunque en Italia la trattoria no está asociada a la pizza, en los establecimientos internacionales están íntimamente ligadas.
- Datos: Q1690553
- Multimedia: Trattorie / Q1690553